# Ломидзе, Тамара Георгиевна
Тамара Георгиевна Ломидзе (1917 год, село Арбошики, Сигнахский уезд, Тифлисская губерния — неизвестно, село Арбошики Цителицкаройский район, Грузинская ССР) — звеньевая колхоза «Цители Арбошики» Цителицкаройского района, Грузинская ССР. Герой Социалистического Труда (1949).

## Биография
Родилась в 1917 году в крестьянской семье в селе Арбошики Сигнахского уезда. После окончания местной сельской школы трудилась на виноградниках местного колхоза «Цители Арбошики» (позднее — имени Калинина) Цителицкаройского района. В послевоенные годы возглавляла звено виноградарей бригады № 1 в этом же колхозе.
В 1948 году звено под её руководством собрало в среднем по 103,5 центнера винограда шампанских вин на участке площадью 4,8 гектара. Указом Президиума Верховного Совета СССР от 9 августа 1949 года удостоена звания Героя Социалистического Труда за «получение высоких урожаев винограда в 1948 году» с вручением ордена Ленина и золотой медали «Серп и Молот» (№ 4355).
Этим же указом званием Героя Социалистического Труда были награждены труженики колхоза «Цители Арбошики» бригадир Георгий Иванович Аладашвили и звеньевая Матро Давыдовна Алавердашвили.
За выдающиеся трудовые достижения по итогам работы в 1949 году была награждена вторым Орденом Ленина.
После выхода на пенсию проживала в родном селе Арбошики. С 1969 года — персональный пенсионер союзного значения. Дата смерти не установлена.
Награды
- Герой Социалистического Труда
- Орден Ленина — дважды (1949; 05.09.1950)